# Thiodolf Bergman
Gustaf Thiodolf Svante Bergman, född den 6 december 1826 i Fredsbergs socken, Skaraborgs län, död den 29 april 1905 i Vänersborg, var en svensk skolman.
Bergman blev student vid Uppsala universitet 1844 och filosofie magister där 1851. Han blev kollega vid högre allmänna läroverket i Vänersborg 1858 och rektor vid pedagogin i Hjo 1863. Redan året därpå återvände Bergman till läroverket i Vänersborg, där han blev lektor i historia, geografi och grekiska språket. Han var tillförordnad rektor där 1869–1899. Bergman var ledamot i styrelsen för Sparbanken i Vänersborg från 1877, i direktionen för ränte- och kapitalförsäkringsanstalten där samt i centralstyrelsen för Enskilda banken i Vänersborg från 1879. Han blev riddare av Nordstjärneorden 1880.